# Ammoniumwaterstoffosfaat
Ammoniumwaterstoffosfaat of diammoniumfosfaat is een verbinding van het ammoniumion met als brutoformule (NH4)2HPO4. Het is een reukloos wit poeder (soms ook in kristalvorm) dat wordt gebruikt als meststof en vlamvertrager.

## Toxicologie en veiligheid
De stof ontleedt bij verhitting boven 100°C en bij contact met sterke basen, met vorming van giftige en bijtende dampen (ammoniak, stikstofoxiden en fosforoxiden). De oplossing in water is een zwakke base. Diammoniumfosfaat reageert hevig met sterke zuren en sterke oxidatiemiddelen. Bij blootstelling aan lucht komt er geleidelijk aan ammoniak vrij.